# Iglesia de San Juan Bautista (Arganda del Rey)
La iglesia parroquial de San Juan Bautista es un templo católico situado en la ciudad española de Arganda del Rey, perteneciente a la comunidad autónoma de Madrid.

## Historia y características

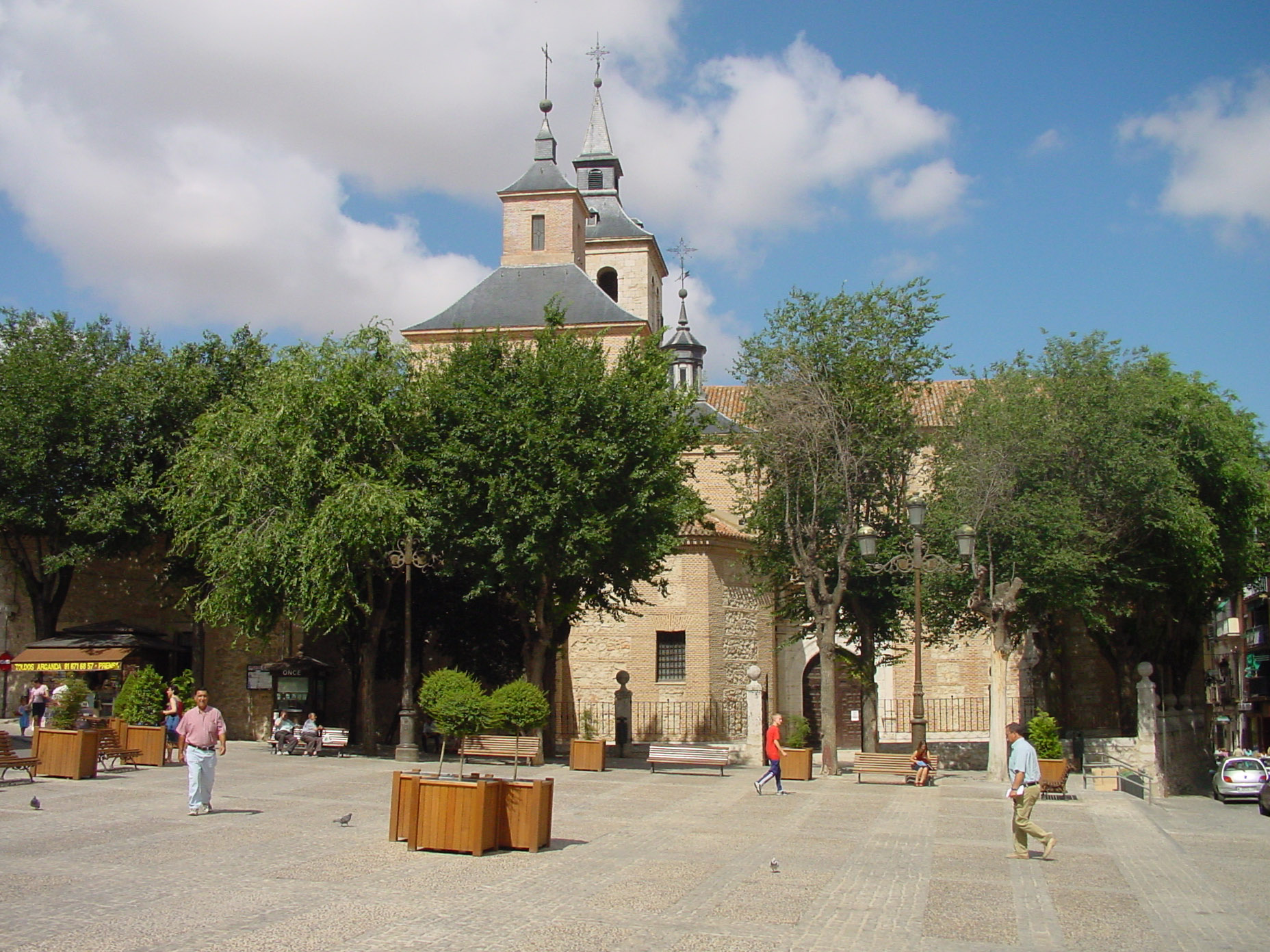
Vista de la iglesia y de la plaza de la Constitución

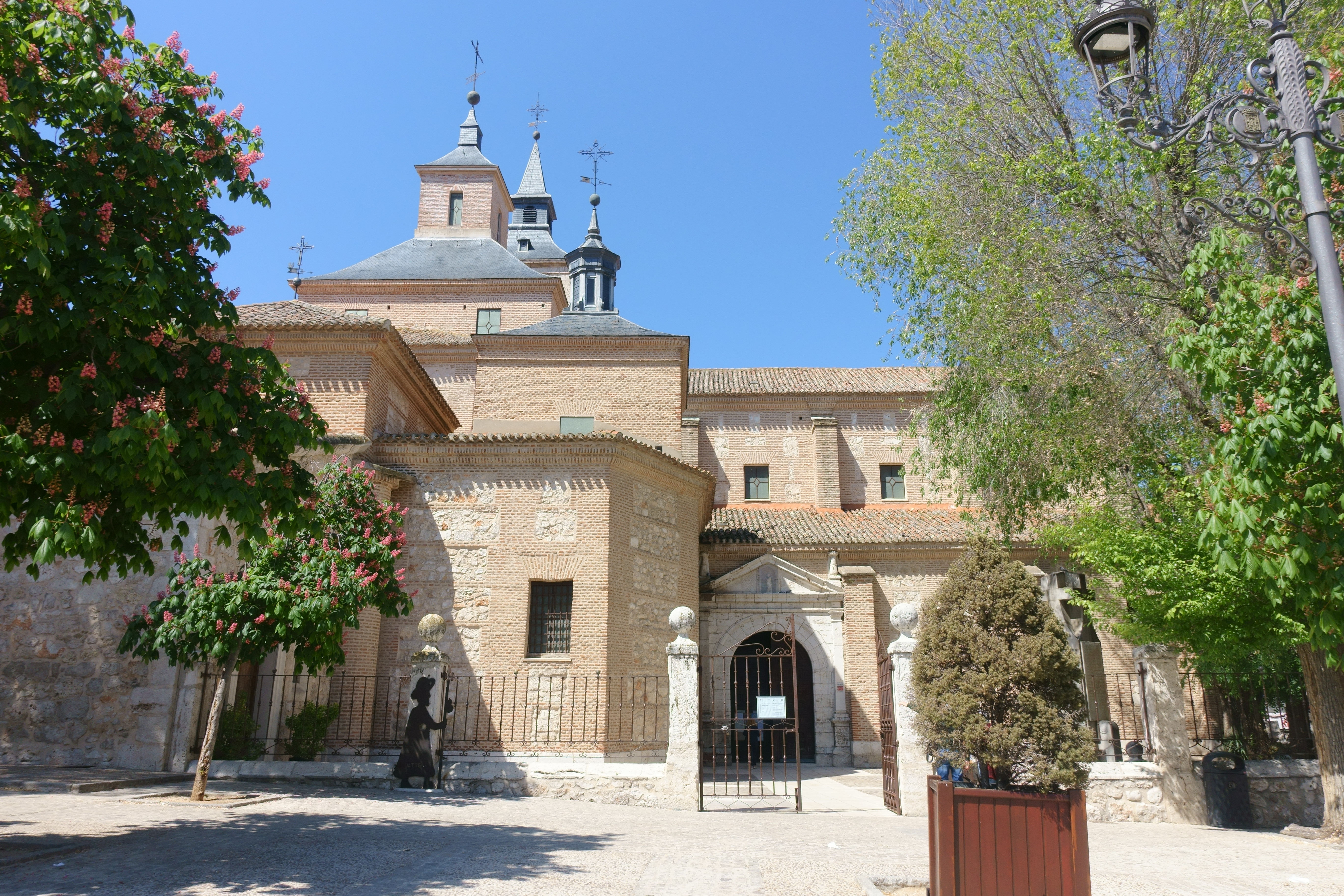
Vista de la portada

La iglesia parroquial de San Juan Bautista, de estilo herreriano popular, se levanta en el casco histórico de Arganda del Rey, dentro de la plaza de la Constitución, donde antiguamente existía un templo del que quedan restos insertos en la actual iglesia. En la construcción del antiguo templo que se realizó entre 1540 y 1580 intervino el maestro alcalaíno Pedro Gil Sopeña, pero hacia 1695, debido al estado de ruina en el que se encontraba el referido templo, se comenzó la construcción de la actual iglesia de San Juan Bautista, terminándose las obras en 1736; de esta nueva construcción se desconoce su autor, aunque sí se conoce a alguno de los maestros que trabajaron en ella entre 1708 y 1714: Miguel Ruz, mientras que las trazas son obra de Pablo Vallejo.
La iglesia presenta una planta de cruz latina con tres naves. La torre campanario erigida, entre 1709 y 1714, se encuentra situada en la fachada oeste del edificio. Es destacable el retablo protobarroco del primer tercio del siglo XVII que procede del convento de clarisas de Calatayud, que fue llevado a la iglesia en 1943 y que reemplazó a un retablo de estilo churrigueresco destruido.
Fue declarada monumento histórico-artístico —antecedente de la figura de bien de interés cultural— por Real Decreto de 16 de septiembre de 1999.
Pertenece a la diócesis de Alcalá de Henares y al arciprestazgo de Arganda del Rey
En la puerta y escalinata de la iglesia se rodaron escenas de la película Viridiana de Luis Buñuel.